# Vatikan Radio
Vatikan Radio (italiensk: Radio Vaticana ; latin: Statio Radiophonica Vaticana) er Vatikanets officielle radioservice. Programmerne produceres i dag af over 200 journalister i 61 forskellige lande. Vatikan Radio producerer mere end 42.000 timers udsendelser, der dækker internationale nyheder, religiøse festligheder, dybtgående programmer og musik. Den nuværende generaldirektør er Fader Federico Lombardi, SJ.

## Historie
Vatikan Radio blev grundlagt i 1931 af Guglielmo Marconi. I dag sendes der programmer på 47 sprog, og der udsendes på kortbølge (også DRM), mellembølge, FM, satellit og internettet. Siden starten er Vatikan Radio blevet drevet af Jesuitordren. Vatikan Radio bevarede sin uafhængighed under det fascistiske Italien og det nazistiske Tyskland. Efter udbruddet af Anden Verdenskrig, beordrede pave Pius XII, at der blev udsendt en Vatikan Radio nyhed om, at polakker og jøder blev samlet og tvunget ind i ghettoer.
Den 27. juni 2015 etablerede Pave Frans, i et motu proprio ("på eget initiativ") apostolisk brev, sekretariat for kommunikation i den romerske kurie, som absorberede Vatikanets Radio med virkning fra 1. januar 2017, hvilket afsluttede organisationens 85 års selvstændig drift.